# 小型自動車
小型自動車（こがたじどうしゃ）は、日本における自動車の区分のひとつ。市場においてはナンバープレートの分類番号から「4ナンバー車（貨物）」/「5ナンバー車（乗用）」と呼ばれる。

## 概要
道路運送車両法における区分であり、道路運送車両法施行規則において規定されている定義は以下の通り。

四輪以上の自動車及び被けん引自動車で自動車の大きさが長さ4.70メートル以下、幅1.70メートル以下、高さ2.00メートル以下であるもののうち軽自動車、大型特殊自動車及び小型特殊自動車以外のもの（内燃機関を原動機とする自動車（軽油を燃料とする自動車及び天然ガスのみを燃料とする自動車を除く。）にあつては、その総排気量が2000 cc以下のものに限る。）、および二輪自動車（側車付二輪自動車を含む。）及び三輪自動車で軽自動車、大型特殊自動車及び小型特殊自動車以外のもの。

日本のナンバープレートで地名の横に書かれている2桁もしくは3桁の分類番号の上1桁目が、5もしくは7である小型乗用自動車のことを「5ナンバー」、4もしくは6である小型貨物自動車のことを「4ナンバー」と呼ぶことが多い。代表的なもので、貨客兼用車で貨物重視の4ナンバー車はライトバンやルートバン、乗用重視の5ナンバー車はミニバン/トールワゴン、ステーションワゴンなどが挙げられる。
一般的に、四輪および三輪の小型自動車は普通自動車運転免許、準中型自動車運転免許、中型自動車運転免許または大型自動車運転免許、二輪の小型自動車に関しては排気量に応じた普通自動二輪車・大型自動二輪車免許で運転できる。乗車定員・最大積載量・車両総重量にそれぞれ条件があるため詳細は日本の運転免許を参照のこと。
かつて、小型乗用車（5ナンバー）は毎年の自動車税が普通乗用車（3ナンバー）の半額以下に設定されていたため、トヨタ・クラウン、日産・セドリック/グロリア、三菱・デボネアといった高級車や三菱・パジェロといった上級SUVを含む当時の国産乗用車の多くは5ナンバー規格に合わせて製造されていた。しかし、日本市場を重要視し始めていた主に西ドイツメーカーからの外圧により、1989年（昭和64/平成元年）以降は排気量によってのみ税額が決まるようになったため、国内メーカーにとっての「5ナンバー縛り」の意義は薄れ、当時のバブル景気による高級化志向からDセグメント車を中心に3ナンバー規格へと大型化する事例が相次いだ。さらにその後の不況（特に2000年代以降）においては、衝突安全（特に側面衝突）や輸出市場における大型化の要求の影響から、それまで小型車規格であったDセグメント以下の車種に関しても3ナンバー規格に移行する事例が相次いだ。

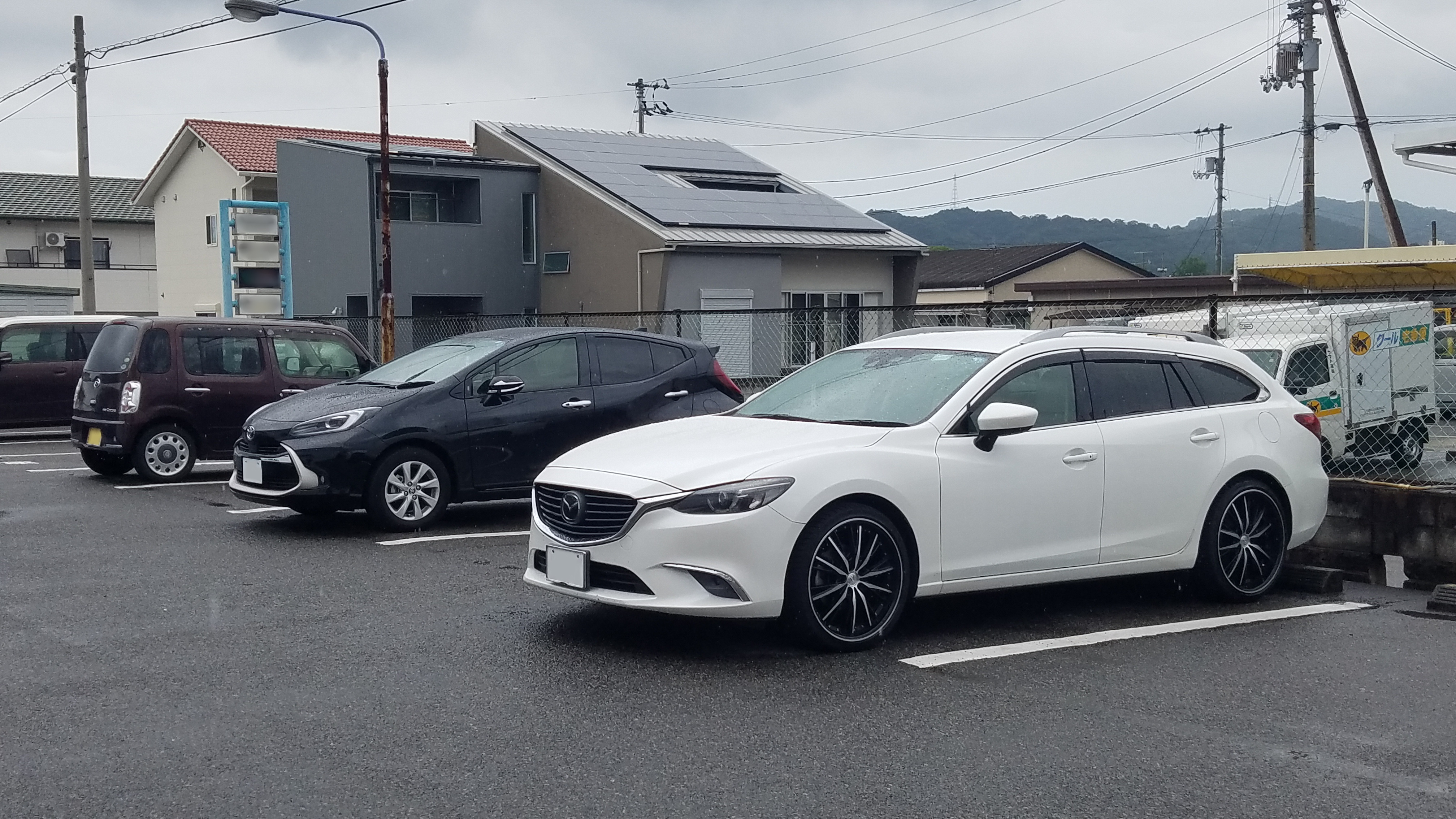
5ナンバー全盛期に建設された駐車場は、登録車用スペースであっても2010年代以降の普通乗用車に対してはサイズ不足となりがちである。

税制上の区分がなくなったので、メーカー側も大きいほうが喜ばれると考えていたが、日本のインフラの多くが小型車全盛期に設計された関係で、3ナンバー規格の車種は日本の道路および交通事情では扱いにくく、むしろ軽自動車が大きくシェアを伸ばす結果となった。また、総排気量が1,500 cc未満かつBセグメント以下のコンパクトカーや、総排気量が2,000 cc未満かつ3列シートのミニバン（MPV）では5ナンバーであることの意義が薄れつつあり、差別化が難しくなっている。全モデルが3ナンバー化された12代目トヨタ・カローラの場合、法人を中心に5ナンバー車への一定の需要があることから、2025年（令和7年）現在も旧型にあたる11代目カローラアクシオおよびカローラフィールダーの販売が継続されている。
また、貨物車（商用車）については、高速道路の通行料金区分、自賠責保険の契約区分、任意保険の契約区分が小型貨物車と普通貨物車とで区別されており 。同一の車両重量・車両総重量であっても小型車と普通車では通行料金や保険料の差額が大きいことから、小型登録できる車両の需要が根強く残っている｡しかしながら長引く経済の低迷による軽自動車や低燃費車への代替、ベースとなる車両の減少や、新たな規制への適合費用を捻出できなかったメーカーの事情などにより、特にライトバンやワンボックスカーのラインナップが減少している｡ブランドを継続するにしてもマツダ・ボンゴのように自社生産を打ち切った事例も多々見られ、2025年（令和7年）2月現在国内のこの手の登録車はおおむね｢プロボックス、タウンエース、ハイエース、AD､バネット、キャラバン（これらの姉妹車および他ブランド販売車を含む）｣の実質6車種に収斂している。これらの車種の内、ADは2025年（令和7年）11月末までに生産を終了することが表明されている。

## 区分の歴史
- 1933年11月1日 - 自動車取締令改定で小型自動車の規格が明示される。（同年8月18日公布）
  - 長さ2.8 m以下、幅1.2 m以下、高さ1.8 m以下
  - 内燃機関を原動機とするものは四サイクルが排気量750 cc以下、二サイクルが500 cc以下
  - 電動機を原動機とするものは定格出力4.5 kW以下
  - 運転免許は小型免許。（普通免許、特殊免許所持者も運転可能）、学科試験、技能試験なし。
- 1947年4月1日 - 自動車取締令の一部改正。四輪以上の自動車、自動三輪車、自動自転車（自動二輪車のこと）[注 5]という3つの種別に分けられ、種別ごとに新たな原動機及び車両の寸法の上限が定められた。（同年3月12日公布）
  - 四輪以上の自動車
    - 長さ3.8 m以下、幅1.6 m以下、高さ1.8 m以下
    - 内燃機関を原動機とするものは四サイクルが1,500 cc以下、二サイクルが1,000 cc以下
    - 電動機を原動機とするものは定格出力12 kW以下

  - 自動三輪車
    - 長さ3.2 m以下、幅1.4 m以下、高さ1.8 m以下
    - 内燃機関を原動機とするものは四サイクルが1,000 cc以下、二サイクルが700 cc以下
    - 電動機を原動機とするものは定格出力8 kW以下

  - 自動自転車
    - 長さ2.8 m以下、幅1.2 m以下、高さ1.8 m以下
    - 内燃機関を原動機とするものは四サイクルが750 cc以下、二サイクルが500 cc以下
    - 電動機を原動機とするものは定格出力6 kW以下

  - 運転免許の種類に変更はないが、小型免許も学科試験及び技能試験に合格することが必要となった。
- 1948年1月1日 - 道路交通取締法施行に伴い、道路交通取締令が施行される。（1947年12月13日公布　道路交通取締法は同年11月8日公布）。第一種から第四種まで細分化され、初めてディーゼル機関の排気量が規定される。
  - 第一種: 四輪車の類（前二輪により操行する四輪車、三輪車の類）
    - 長さ4.3 m以下、幅1.6 m以下、高さ2.0 m以下
    - 内燃機関を原動機とするものは四サイクルが1,500 cc以下、二サイクルが1,000 cc以下。ただし、ディーゼル機関は四サイクルが1,800 cc、二サイクルが1,200 cc
    - 電動機を原動機とするものは定格出力12 kW

  - 第二種: 三輪車の類（前一輪により操行する三輪車、後者付自動自動車の類）
    - 長さ4.3 m以下、幅1.6 m以下、高さ2.0 m以下
    - 内燃機関を原動機とするものは四サイクルが1,500 cc以下、二サイクルが1,000 cc以下
    - 電動機を原動機とするものは定格出力8 kW以下

  - 第三種: 二輪車の類（前一輪により操行する自動二輪車、側車付自動二輪車、スクーターの類で第四類に属しないもの）
    - 長さ4. 3m以下、幅1.6 m以下、高さ2.0 m以下
    - 内燃機関を原動機とするものは四サイクルが1,500 cc以下、二サイクルが1,000 cc以下
    - 電動機を原動機とするものは定格出力6 kW

  - 第四種: 軽二輪車の類（前一輪により操行走行する自動二輪車、スクーターの類で下記の制限以下のもの）
    - 長さ2.8 m以下、幅0.9 m以下、高さ2.0 m以下
    - 内燃機関を原動機とするものは四サイクルが150 cc以下、二サイクルが100 cc以下
    - 電動機を原動機とするものは定格出力1.2 kW以下

  - 運転免許は小型免許（各種類に該当する自動車と第四種の自動車。ただし、第四種の自動車は第四種のみ）または普通免許（第一種、第四種）、特殊免許（第一種は第一種と第四種。第二種と第三種は第四種のみ）
- 1949年11月1日 - 道路交通取締令の一部改正に伴い小型免許を小型自動四輪車免許、自動三輪車免許、側車付自動二輪免許、自動二輪車免許に区分改正。
  - 小型自動四輪車（前二輪により操行する四輪車、三輪車の類）
    - 長さ4.3 m以下、幅1.6 m以下、高さ2.0 m以下
    - 内燃機関を原動機とするものは四サイクルが1,500 cc以下、二サイクルが1,000 cc以下（ディーゼル機関は四サイクルが1,800 cc、二サイクルが1,200 cc）
    - 電動機を原動機とするものは定格出力12 kW以下

  - 自動三輪車: 前一輪により操行する三輪車、後者付自動自動車の類）
  - 側車付自動二輪車: 前一輪により走行する側車付自動二輪車
  - 自動二輪車: 前一輪により操行する自動二輪車、側車付自動二輪車、スクーターの類で軽自動二輪車に属しないもの）
    - 長さ4.3 m以下、幅1.6 m以下、高さ2.0 m以下
    - 内燃機関を原動機とするものは四サイクルが1,500 cc以下、二サイクルが1,000 cc以下
    - 電動機を原動機とするものは定格出力6 kW以下

  - 軽自動二輪車（前一輪により操行走行する自動二輪車、スクーターの類で下記の制限以下のもの）
    - 長さ2.8 m以下、幅0.9 m以下、高さ2.0 m以下
    - 内燃機関を原動機とするものは四サイクルが150 cc以下、二サイクルが100 cc以下
    - 電動機を原動機とするものは定格出力1.2 kW以下
- 1952年8月1日 - 道路交通取締法改正に伴い、道路交通取締令を改正。（同年7月17日公布）
  - 軽免許新設により軽自動二輪車は軽自動車免許に区分変更。
    - 1968年まで存在し、16歳で取得可能だった。

  - 小型自動四輪車のガソリン、ディーゼルの区分を廃止し、四サイクルが1,500 cc以下、二サイクルが1,000 cc以下に統一
- 1954年10月1日 - 小型自動四輪車の内燃機関を原動機とするものの規格を1,500 ccに統一
- 1960年9月1日 - 道路運送車両法の小型自動車の規格を改める。（同年7月20日公布）
  - 四輪以上の自動車および被牽引自動車で下記の規格に該当するもの（軽自動車、特殊自動車を除く）
  - 長さ4.7 m以下、幅1.7 m以下、高さ2.0 m以下(1958年昭和33年4月1日改正が抜けて居る[疑問点 – ノート])
  - 内燃機関を原動機とするものは2,000 cc以下（ディーゼル機関は排気量無制限[疑問点 – ノート]）
- 1960年12月20日 - 道路交通法施行に伴い小型自動四輪免許は普通自動車免許に統合。（ただし、審査を受けなければ「普通車は小型自動四輪車に限る」の条件付）
- 1982年10月1日 - 道路交通法改正に伴い、小型自動車の寸法要件を改める。
  - 前端オーバーハング0.8 m以下 + 軸距2.7 m以下+後端オーバーハング：1.2 m以下 → 長さ：4.7 m以下

## 自動車重量税を基準とした小型自動車
自動車重量税は、一般的に、自動車購入時や車検の時に同時に納付する。自動車重量税は、同じ乗用車（ナンバープレートの分類番号の上1桁目が3・5・7）でも、500 kg毎に納付額が異なるため、車検の料金表などでは、車両重量が1,000 kg以下の乗用車のことを、小型自動車、小型乗用車、または、コンパクトカーなどと表記されていることが多い。車検の料金表などで小型貨物車と表記されている場合は4ナンバー車（分類番号の上1桁目が4・6）のことをさし、さらに重量で細分化されている。

## その他
現在の小型自動車はAセグメントクラスの車種を除き、ほぼ寸法ぎりぎりのサイズ（特に車幅(全幅)を1,695 mmとする事例）で製造している車種が多い。エアロパーツやフェンダーアーチモール等の装着で車幅（全幅）が増加するため、同じ車種であってもエアロパーツやフェンダーアーチモール等の装着の有無で3ナンバーと5ナンバーの両方に分かれる例が見られる 。また、5ナンバーの車種の上位モデルを派生させる場合に、プラットフォームはそのままで車体を拡幅・延長して3ナンバーとする場合も見受けられる。
2018年（平成30年）4月19日に一部改良、および仕様変更を実施した軽自動車ベースの電気自動車であるi-MiEVのように道路運送車両の保安基準の改正に伴う対歩行者安全強化の理由のため、フロントバンパーの変更によって全長が若干拡大（3,395 mm→3,480 mm）したことでこれまでの軽自動車から小型自動車に区分変更となる事例も存在する。
日本における自動車販売台数の統計は小型自動車と普通車で別項目で統計を取っていることが多いため、売上台数の統計使用時は注意を要する（日本自動車販売協会連合会の統計）。